# 朱成
朱成（1993年1月18日—），湖北武汉人，中国足球运动员，司职后卫。

## 俱乐部生涯
朱成出自湖北省体育局足球运动管理中心下的湖北青年足球队。2011年代表湖北青年队征战乙级联赛。2012和2013年朱成效力于武汉卓尔。2014年赛季初曾效力乙级球队四川力达士，赛季中期回归武汉卓尔。之后并没有进入武汉卓尔联赛名单，而是代表预备队参加中甲预备队联赛。
2016年朱成加盟业余球队武汉宏兴征战中国足球业余联赛。当年由于在足协杯武汉宏兴主场对阵江苏苏宁的比赛中顶替参赛被中国足协处以禁赛两年的处罚。